# Mayenne (rivier)
De Mayenne is een rivier in Frankrijk. Samen met de Sarthe vormt ze de Maine die bijdraagt aan de watertoevoer van de Loire. De bron is in het departement Orne. De rivier stroomt door de departementen Orne, Mayenne en Maine-et-Loire.
De rivier vloeit samen met de Sarthe ten noorden van de stad Angers.

## Zijrivieren
in stroomafwaartse volgorde:
- Doucelle
- Aisne
- Gourbe
- Vée
- Varenne
  - Égrenne
- Colmont
- Aron
- Ernée
- Jouanne
- Vicoin
- Ouette
- Oudon
  - Cheran
  - Uzure
  - Verzée
    - Argos

- Gemeinsame Normdatei: 4220102-0